# Ceilambódromo
Ceilambódromo é o sambódromo onde ocorrem os desfiles de carnaval no Distrito Federal. O sambódromo fica situado em Ceilândia, no Distrito Federal, é provisório sendo remontado a cada carnaval. Está localizado na Área Especial D, ao lado da Fundação Bradesco